# Сим
Сим (рус. Сим) град је у Русији у Чељабинској области.

## Становништво
| 1959.  | 1970.  | 1979.  | 1989.  | 2002.  | 2010.  |
| ------ | ------ | ------ | ------ | ------ | ------ |
| 13.897 | 18.929 | 21.329 | 20.164 | 16.377 | 14.466 |